# بخش نیکولسکی، استان پنزا
بخش نیکولسکی (به لاتین: Nikolsky District) یک منطقهٔ مسکونی در روسیه است که در استان پنزا واقع شده‌است.